# Jakub Markovič
Pour les articles homonymes, voir Marković.
Jakub Markovič, né le 13 juillet 2001 à Přerov en Tchéquie, est un footballeur tchèque qui évolue au poste de gardien de but au Slavia Prague.

## Biographie

### Carrière en club
Né à Přerov en Tchéquie, Jakub Markovič est formé par le SK Slavia Prague.
Il débute en professionnel lors de la saison 2019-2020, jouant son premier match de championnat le 24 août 2019, en étant titularisé face au Bohemians 1905. Il réussit à garder sa cage inviolée lors de cette rencontre remportée par les siens (4-0). En novembre il est pressenti pour jouer en Ligue des Champions face à l'Inter Milan, mais l'habituel titulaire du poste, Ondřej Kolář, qui est alors incertain tient finalement sa place pour cette rencontre.
A l'issue de cette saison le Slavia est sacré champion de République tchèque, il glane donc le premier titre de sa carrière.
Le 9 septembre 2019, Markovič est prêté au Mladá Boleslav afin de gagner en temps de jeu.
Le 3 juillet 2023, Jakub Markovič quitte définitivement le SK Slavia Prague afin de s'engager en faveur du Baník Ostrava. Il signe un contrat de quatre ans, soit jusqu'en juin 2027.
Le 7 janvier 2025, le SK Slavia Prague sa clause de rachat pour récupérer Jakub Markovič. Le gardien de 23 ans fait ainsi son retour dans son club formateur, signant un contrat courant jusqu'en juin 2029.

### En sélection
Jakub Markovič est un habitué des sélections de jeunes de République tchèque. Il est notamment titulaire avec les moins de 17 ans de 2017 à 2018. Le 24 août 2018, alors qu'il a tout juste 17 ans il joue son premier match avec les moins de 18 ans face aux États-Unis (1-1).

## Palmarès
- Champion de Tchéquie en 2020 avec le Slavia Prague